# Gare de Bilbao-Abando-Indalecio-Prieto
La gare de Bilbao-Abando-Indalecio-Prieto, dite aussi Bilbao-Abando ou Estación del Norte (gare du Nord), est une gare ferroviaire espagnole. Située dans le quartier d'Abando, elle donne sur la place circulaire dans le centre de la ville de Bilbao, capitale de la Biscaye dans la Communauté autonome du Pays basque. Le bâtiment voyageurs inclut un centre commercial (Vialia) et une entrée directe à la station Abando du Métro de Bilbao.
La gare est mise en service en 1863 par la Compañía del Ferrocarril de Tudela a Bilbao avant de devenir une gare de la Renfe en 1941. C'est devenue une gare de l'Administrador de infraestructuras ferroviarias (ADIF), desservie par la Renfe : trains grandes lignes et du réseau Cercanías Bilbao de type trains de banlieue.

## Situation ferroviaire
Établie à 27 mètres d'altitude, la gare de Bilbao-Abando-Indalecio-Prieto est le terminus de la ligne de Miranda de Ebro à Bilbao-Abando.

## Histoire
En 1856, est créée une commission pour le financement d'une ligne de chemin de fer permettant la desserte de Bilbao. Après la concession d'une ligne de Bilbao à Tudela, la Compañía del Ferrocarril de Tudela a Bilbao est créée en 1857. Elle embauche l'ingénieur français Charles Vignoles qui fixe l'emplacement de la gare à Abando et fait débuter la construction. Il est secondé par l'ingénieur espagnol Cipriano Montesinos qui est présent à ses côtés lors de la mise en service en 1863. Manquant de trésorerie la compagnie est en difficulté en 1866, elle est absorbée en 1878 par la Compañía de los caminos de hierro del Norte.
Les installations étant en mauvais état, la Renfe confie la création d'une nouvelle gare à l'architecte Alfonso Fungairiño. L'ancien bâtiment est détruit pour permettre la construction des nouvelles installations qui sont mises en service en 1948. Cette nouvelle gare est restructurée, avec notamment des escalators pour faciliter l'accès aux espaces en hauteur, après les graves inondations de 1983. Des rénovations et réaménagements ont lieu en 1996 et 1999.
La gare est rebaptisée Abando-Indalecio-Prieto en 2006. Décidé par le Ministère de l'Équipement (Ministerio de Fomento), c'est l'union de l'ancien nom de la gare (elle est la principale gare du quartier de l'ancienne Abando, anteiglesia de San Vicente d'Abando) et celui d'un homme politique local qui, en tant que ministre des travaux publics pendant le premier exercice biennal de la Seconde République espagnole, a promu le développement d'infrastructures ferroviaires. Cette décision a provoqué de nombreuses crítiques.

## Service des voyageurs

### Accueil
Le bâtiment voyageurs comporte trois niveaux, le niveau un au rez-de-chaussée et le niveau deux mezzanine sont occupés par des commerces et des services autres que ferroviaire, ceux-ci, notamment points d'informations, guichets et automates pour l'achat de titres de transports, se situant au niveau trois. Les circulation entre les différents niveaux s'effectuent par des escaliers, escaliers mécaniques et ascenseurs.
L'accès aux quais s'effectue par le niveau trois. il y a huit voies numérotées de 1 à 8, accessibles par trois quais centraux et deux quais latéraux.

### Desserte
La gare de Bilbao-Abando-Indalecio-Prieto est desservie : par des trains grandes lignes Alvia en directions des gares de Madrid-Chamartín-Clara Campoamor ou Barcelone-Sants ; un train InterCity entre Bilbao et Miranda de Ebro ; et les trains de banlieue, type réseau express régional, des lignes C-1, C-2 et C3 de Cercanías Bilbao. Ces derniers sont accessibles aux voies 1 à 5 dont l'accès est limité par des tourniquets de contrôle.

### Intermodalité
La gare est en correspondance : avec la station Abando, des lignes 1 et 2 du métro de Bilbao ; la gare de Bilbao-Concordia des Ferrocarriles de vía estrecha (Feve) ; et un arrêt de la ligne A du tramway de Bilbao.
Elle est également à proximité d'une gare routière desservie par des bus : Bizkaibus (lignes :A2314, A2322, A2324, A3115, A3122, A3136, A3137, A3144, A3151, A3152, A3336, A3337, A3514, A3515, A3911, A3912, A3917 et A3925) et Bilbobus (es) (lignes : 01, 03, 10, 26, 30, 40, 50, 56, 58, 62, 71, 72, 75, 77, 85, A1, A2, A5, G2, G3, G4, G5, G6, G7 et G8).